# Wjazd wojska do miasta (obraz Henryka Pillatiego)
Wjazd wojska do miasta – obraz olejny autorstwa polskiego malarza Henryka Pillatiego, namalowany w drugiej połowie XIX wieku.
Obraz należący do Muzeum Sztuki w Łodzi skradziony został z wystawy w Instytucie Warzywnictwa w Skierniewicach w 1991 roku. W 2009 roku obraz został odnaleziony podczas próby sprzedaży na rynku antykwarycznym w Warszawie. Wartość obrazu szacowana jest na 100 tys. zł.